# Herpetoreas platyceps
Herpetoreas platyceps — вид змій родини полозових (Colubridae). Мешкає в Південній Азії.

## Поширення і екологія
Herpetoreas platyceps мешкають у Гімалаях на території Пакистану, Індії, Непалу, Бутану і Тибету, трапляються в Бангладеш і М'янмі. Вони живуть у лісах і рідколіссях, поблизу водно-болотних угідь, трапляються на полях і в садах. Зустрічаються на висоті від 1500 до 4000 м над рівнем моря. Живляться рибою, пуголовками, амфібіями, сцинками, зміями, яйцями, дрібними ссавцями. Самиці відкладають 4—12 яєць.